# Marpissa elata
Marpissa elata är en spindelart som först beskrevs av Tord Tamerlan Teodor Thorell 1881.  Marpissa elata ingår i släktet Marpissa och familjen hoppspindlar. Inga underarter finns listade i Catalogue of Life.